# ABC-Abwehrregiment 750
Das ABC-Abwehrregiment 750 „Baden“ (ABCAbwRgt 750) ist ein Regiment der ABC-Abwehrtruppe des Unterstützungsbereichs der Bundeswehr und untersteht dem ABC-Abwehrkommando der Bundeswehr. Vom 1. Januar 2007 bis 31. März 2014 trug es bereits schon einmal die Bezeichnung ABC-Abwehrregiment 750 (ABCABwRgt 750), bevor es als Teil der Streitkräftebasis zum ABC-Abwehrbataillon 750 (ABCAbwBtl 750) umgegliedert wurde. Mit Auflösung der Streitkräftebasis wurde zum 1. April 2025 wieder zu einem Regiment umgegliedert. Der Verband unterstützt die Verbände der Bundeswehr mit seinen spezifischen Fähigkeiten im Bereich der ABC-Abwehr. Diese Fähigkeiten kommen dabei nicht nur in Auslandseinsätzen der Bundeswehr, wie im Kosovo bei KFOR oder in Afghanistan bei ISAF zum Tragen, sondern auch im Rahmen der Amtshilfe im Inland. So war das ABC-Abwehrregiment 750 „Baden“ unter anderem beim Weltjugendtag 2005, der Fußball-Weltmeisterschaft 2006 und im Zusammenhang mit der Vogelgrippe H5N1 auf Rügen im Jahr 2006 im Einsatz.
Das mit etwa 800 Soldaten in der General-Dr.-Speidel-Kaserne stationierte Regiment setzt eine mehr als 40 Jahre dauernde Tradition der ABC-Abwehrtruppe in der Garnisonsstadt Bruchsal fort. Es bestehen Patenschaften einzelner Kompanien zu den Nachbargemeinden Forst, Helmsheim, Karlsdorf-Neuthard und Staffort.

## Auftrag

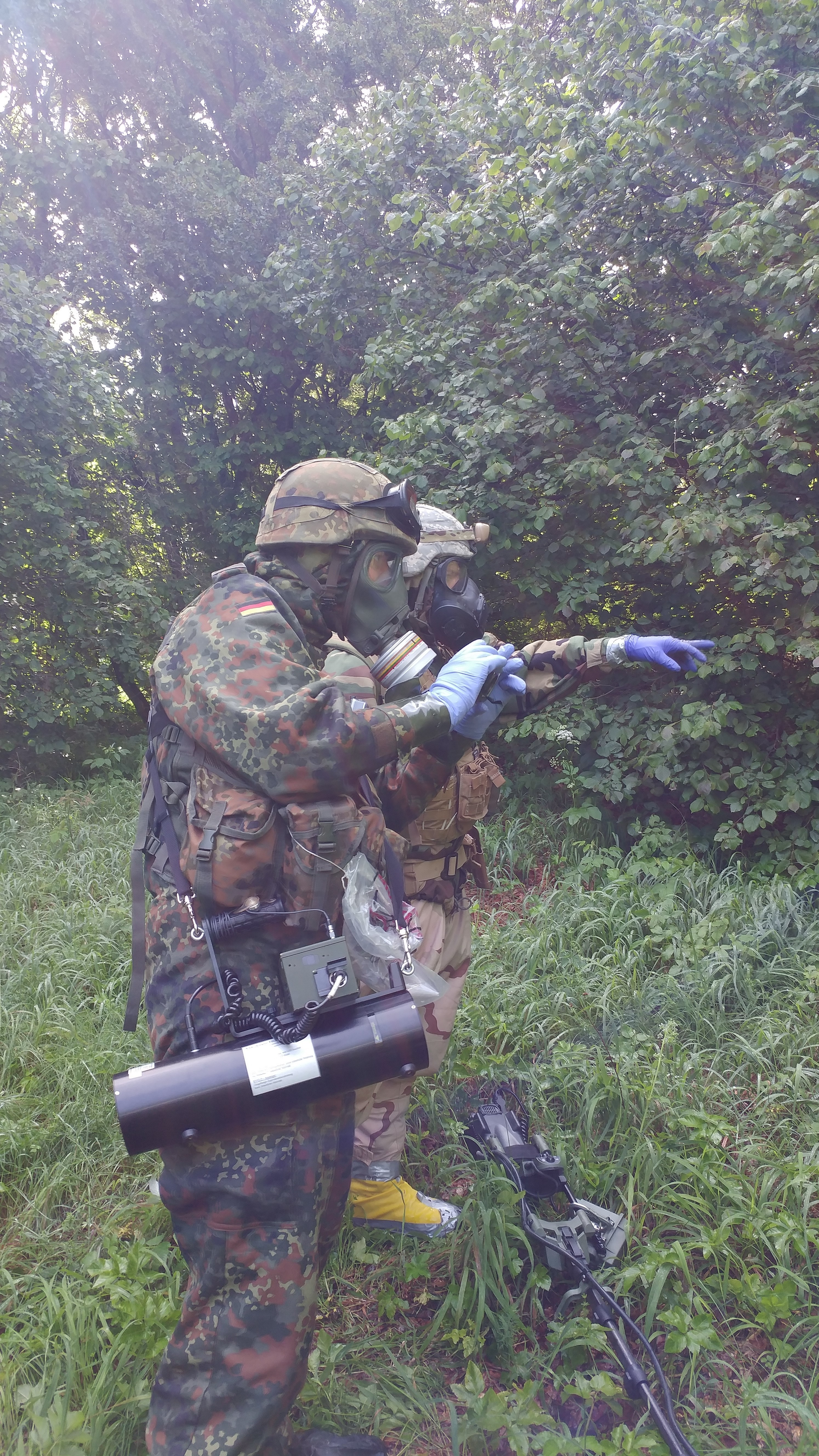
Bundeswehrsoldat (links) des ABC-Abwehrregiments 750 im Juni 2016

Das Regiment unterstützt andere Großverbände bei der Abwehr von Wirkungen atomarer, biologischer und chemischer Kampfmittel durch:
- A-/C-Aufklärung,
- B-Probenahme,
- Dekontamination,
- Wasseraufbereitung und
- Wetterbeobachtung.

Zusätzlich zu den oben genannten Aufgaben können die Soldaten des Bataillons eingesetzt werden bei:
- Brandbekämpfung,
- Retten und Bergen,
- Wassertransport und
- Hygienemaßnahmen.

Seit dem 1. April 2014 verfügt der Verband zusätzlich über einen Spezial-ABC-Abwehrzug sowie einen Brandschutzzug. Außerdem hält er Kräfte in Zugstärke für militärische Evakuierungs-Operationen zur Rettung deutscher Staatsbürger im Ausland in dauerhafter Einsatzbereitschaft.
Neben den bereits beschriebenen ABC-Abwehr-spezifischen Aufgaben übernimmt das Regiment auch die Aufgaben als Wirtschaftstruppenteil am Standort. Hierbei ist das Regiment u. a. für die Versorgung aller Einheiten am Standort mit Munition und Betriebsstoff verantwortlich. Die erste Kompanie des ABC-Abwehrregiment 750 „BADEN“ ist mit einem Zug für die Grundausbildung verantwortlich.

## Organisation
Das Regiment gliedert sich in:
- Stab/Stabszug
- 1./Versorgungskompanie
- 2./ABC-Abwehrkompanie
- 3./ABC-Abwehrkompanie
- 4./leichte ABC-Abwehrkompanie
- 5./gemischte ABC-Abwehrkompanie
- 6./ABC-Abwehrkompanie (ErgTrT)

## Ausrüstung

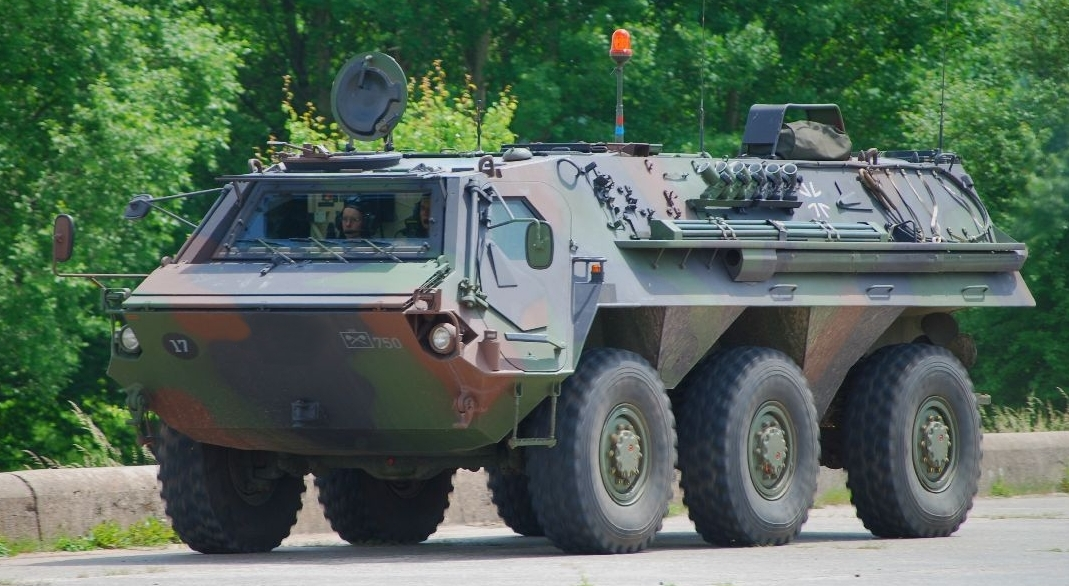
Spürpanzer Fuchs

Zur Durchführung dieser Aufgaben ist das ABC-Abwehrbataillon 750 mit modernem Spezialgerät und Spezialfahrzeugen ausgestattet. Dazu gehören:
- der TEP 90
- gepanzerte Spürfahrzeuge vom Typ „Fuchs“
- Spür- und Messgeräte zur Feststellung von chemischen und biologischen Kampfstoffen sowie zur Messung von Radioaktivität
- auf LKW verlastetes Großgerät zur Entgiftung, Entstrahlung und Entseuchung und
- Wasseraufbereitungsanlagen.

## Geschichte
Im Rahmen einer Umgliederung der Bundeswehr wurde zum 1. April 1980 das in Bruchsal ansässige ABC-Abwehrbataillon 210 in ABC-Abwehrbataillon 750 umbenannt. Zum 1. Oktober 1985 wurde das Bataillon in eine Geräteeinheit umgegliedert. Am 1. April 1993 wurde es als ABC-Abwehrbataillon 750 in der Dragonerkaserne „reaktiviert“. Die ersten Soldaten stammten aus dem ABC-Abwehrausbildungszentrum 911 und der ABC-Abwehrlehrkompanie 10, welche mit der Aufstellung des ABC-Abwehrbataillons 750 aufgelöst wurden.
Danach umfasste das Bataillon für den Friedensbetrieb 587 Soldaten, die auf fünf Kompanien (Stabs- und Versorgungskompanie, drei Einsatzkompanien und eine Feldersatzkompanie) aufgeteilt waren. Alle Kompanien zogen ab Ende 1994 in die Bruchsaler Eichelbergkaserne um, welche dann 1997 in General-Dr. Speidel-Kaserne umbenannt wurde. Am 1. Januar 2007 wuchs das ABC-Abwehrbataillon 750 aufgrund einer Umstrukturierung zum ABC-Abwehrregiment 750 auf rund 1200 Soldaten auf und bestand seitdem aus sieben Kompanien.
Im Rahmen der Neuausrichtung der Bundeswehr wurden die Fähigkeiten der ABC-Abwehrtruppe am 1. April 2013 vom Heer zur Streitkräftebasis transferiert und das Regiment dem neu aufgestellten ABC-Abwehrkommando der Bundeswehr unterstellt. Seit der Umgliederung zum ABC-Abwehrbataillon 750 am 1. April 2014 umfasst der Verband nur noch sechs Kompanien mit etwa 800 Soldaten.
Am 21. März 2024 übernahm Oberstleutnant Alexander Große die Führung des Bataillons von seinem Vorgänger Oberstleutnant Daniel Razat. Mit Auflösung der Streitkräftebasis wechselte das Bataillon zum 1. April 2025 in den Unterstützungsbereich der Bundeswehr und wurde wieder zu einem Regiment umgegliedert.

## Einsätze und Hilfeleistungen
- 1975: Unterstützung bei der Feuerbekämpfung beim Brand in der Lüneburger Heide (ABC-Abwehrbataillon 210)
- 1976: Unterstützung von Dekontaminationsarbeiten beim Erdbeben von Friaul 1976 (ABC-Abwehrbataillon 210)
- 1976: Unterstützung von Dekontaminationsarbeiten beim Sevesounglück (ABC-Abwehrbataillon 210)
- 1993: Unterstützung bei der Schadensbeseitigung durch das Weihnachtshochwasser in Heidelberg (2./ABCAbwBtl 750)
- September 1993 bis Februar 1994: Einsatz von zwei Wasseraufbereitungstrupps in Somalia (UNOSOM)
- 1996 bis heute: Abstellung von Kontingenten zur Friedenssicherung im ehemaligen Jugoslawien:
  -  GECONIFOR (L)
  -  GECONSFOR (L)
  -  GECONKFOR (L)
- Mai 2000 bis November 2000: 4. vstk. Pi. Btl. Kfor in Prizren Kosovo
- Juli 2002 bis Dezember 2002: Im Rahmen der Operation zur Bekämpfung des Internationalen Terrorismus „Enduring Freedom“ stellte das ABC-Abwehrbataillon 750 das 2. Einsatzkontingent in Kuwait.
- 2002 bis 2021: Kontingente im Rahmen der Internationalen Sicherheitstruppe in Afghanistan  ISAF
- August 2002: Katastrophenhilfe beim Hochwassereinsatz im Großraum Dresden
- Februar 2005 und Juli 2006: A-/C-Aufklärung sowie Dekontaminationsbereitschaft für Personal und Material während des Besuchs des Präsidenten der Vereinigten Staaten von Amerika
- August 2005: A-/C-Aufklärung sowie Dekontaminationsbereitschaft für Personal und Material während des Weltjugendtages in Köln, an dem auch Papst Benedikt XVI. teilnahm
- Februar bis März 2006: Betrieb von drei Desinfektionsschleusen während des Ausbruchs der Vogelgrippe H5N1 (Influenza-A-Virus H5N1) auf der Ostseeinsel Rügen
- Juni bis Juli 2006: A-/C-Aufklärung, Probennahme sowie Dekontaminationsbereitschaft für Personal und Material während der Fußball-Weltmeisterschaft 2006 in Deutschland
- Mai bis Juni 2007: A-/C-Aufklärung, Probennahme sowie Dekontaminationsbereitschaft für Personal und Material während des Weltwirtschaftstreffens G8 in Deutschland

## Internes Verbandsabzeichen
Das interne Verbandsabzeichen zeigt im Zentrum das Wappen der Stadt Bruchsal: ein geschliffenes, silbernes Kreuz auf blauem Hintergrund (Bezug zum Bistum Speyer) und silberne Kugel (Abgrenzung vom Bistum Speyer). Im unteren Drittel (heraldisch) links wird das Wappen Baden-Württembergs gezeigt. Das untere Drittel (heraldisch) rechts zeigt die gekreuzten Retorten (ebenfalls taktisches Zeichen der ABC-Abwehr) in bordeauxrot, der Waffenfarbe der ABC-Abwehrtruppe als Kampfunterstützungstruppe.

## Bekannte Angehörige der Einheit
- Der Fußballspieler Sean Dundee leistete hier seinen Grundwehrdienst ab.[2]